# 高智政光
高智 政光（こうち まさひこ、1975年2月14日 - ）は、日本の男性プロレスラー。大阪府門真市出身。血液型B型。谷津嘉章の弟子。

## 来歴
1994年に青柳政司が旗揚げした新格闘プロレスに入門し、同年7月26日にプロレスデビュー（対山田圭介戦・岩手県大船渡市体育館）。
その後、フリーとなり、ユニオンプロレス、SPWF、大日本プロレス、屋台村プロレスなど、様々なインディー団体に参戦した。
1995年7月、ミスター・ヒト（安達勝治）の引退試合の相手を務めた。
1996年3月に神戸にて行われた東京プロレス主催の三億円タッグトーナメントに谷津嘉章と組んで参戦。1回戦を勝ち抜くも2回戦のザ・グレート・カブキ、大黒坊弁慶組に敗戦。
1998年7月にSPWFの新道場が千葉県長生郡一宮町にオープンし、道場長となった。
1998年8月に行われたSPWFタッグリーグ戦に谷津嘉章と組んで参戦。決勝で嵐・大刀光組を破り優勝。
1999年5月に谷津嘉章のパートナーとして、有刺鉄線電流爆破デスマッチのリングに上がり、ターザン後藤組と対戦するが、病院送りにされた。
2002年5月にタッグマッチながら、谷津嘉章から初勝利する（谷津嘉章・大刀光組 vs 高智・宇和野貴史組、青森県弘前市）。
2002年7月に、谷津嘉章から二度目の勝利（谷津嘉章・大刀光組vs高智・宇和野貴史組、東京板橋産文ホール）。
2002年11月に長州力が旗揚げしたWJプロレスに谷津嘉章と共に入団し、所属選手となった。
2003年3月に横浜アリーナにてWJプロレス旗揚げ。本間朋晃（当時・全日本）と対戦した。
2003年8月にWJプロレス主催の後楽園大会にて行われた『WJ・YOUNG MAGMA杯トーナメント』の決勝で、石井智宏に敗れ準優勝となった。
2004年2月に同団体を退団し、プロレスから一時離れた。
2007年9月に北海道を拠点とするアジアンプロレスに谷津嘉章と共に参戦し、約3年振りにプロレス復帰を果たした。
2008年1月にDDT大阪大会参戦。このDDT参戦をきっかけにマグニチュード岸和田主催興行など、大阪を拠点に各インディー団体に参戦している。
2010年11月に師でもある谷津嘉章の引退興行に参戦。
2014年は道頓堀プロレスやブラックバファロー20周年記念興行に参戦。

## 得意技
ジャーマン・スープレックス
ブルドッギング・ヘッドロック
監獄固め
ニールキック